# L'Extraordinaire Voyage du fakir
Pour les articles homonymes, voir L'Extraordinaire Voyage du fakir qui était resté coincé dans une armoire Ikea.
Pour plus de détails, voir Fiche technique et Distribution.
L'Extraordinaire Voyage du fakir est un film français réalisé par Ken Scott, sorti en 2018. Il s'agit d'une adaptation du roman L'Extraordinaire Voyage du fakir qui était resté coincé dans une armoire Ikea de Romain Puértolas. Le film a été tourné en Inde, à Bruxelles, à Paris et à Rome.

## Synopsis
Ajatashatru est fakir. Un jour, il quitte Bombay pour la France. Il y rencontre rapidement une Américaine, dont il tombe amoureux. Mais Ajatashatru est accidentellement expulsé avec des clandestins africains. Envoyé aux quatre coins de l'Europe, il va tenter de retrouver celle qu'il aime.

## Fiche technique
Sauf indication contraire, les informations mentionnées dans cette section peuvent être confirmées par la base de données cinématographiques IMDb,  présente dans la section « Liens externes ».
- Titre français original : L'Extraordinaire Voyage du fakir
- Titre international : The Extraordinary Journey of the Fakir
- Titre français de travail : L'Extraordinaire Voyage du fakir qui était resté coincé dans une armoire Ikea
- Réalisation : Ken Scott
- Scénario : Luc Bossi et Romain Puértolas avec la participation de Jon Goldman, d'après le roman L'Extraordinaire Voyage du fakir qui était resté coincé dans une armoire Ikea de Romain Puértolas
- Musique : Nicolas Errèra , Amit Trivedi
- Photographie :Vincent Mathias (AFC)
- Costumes : Valérie Ranchoux
- Décors : Alain-Pascal Housiaux et Patrick Dechesne
- Montage : Philippe Bourgueil
- Production : Aditi Anand, Luc Bossi et Jaime Mateus-Tique

Coproducteurs : Saurabh Gupta et Geneviève Lemal
Producteur associé : Luc Hardy
- Sociétés de production : Brio Films, Vamonos Films ; coproduit par TF1 Studio, La Belle Company, Aleph Motion Pictures, Scope Pictures, Little Red Car Films et M! Capital Ventures

Producteurs Exécutifs ; Yamina Belarbi 
- Société de distribution : Sony Pictures Releasing France (France)
- Pays de production :  France,  Inde,  Belgique,  Royaume-Uni,  États-Unis[1]
- Genre : comédie d'aventure
- Durée : 96 minutes
- Format : Couleur - 2,35:1 - format de projection numérique
- Dates de sortie :
  - France : 30 mai 2018[1]
  - Canada : 21 juin 2019

## Distribution
- Dhanush (VF : Pascal Nowak) : Ajatashatru Lavash Patel
- Bérénice Bejo (VF : elle-même) : Nelly Marnay
- Ben Miller (VF : Emmanuel Curtil) : officier Smith
- Stefano Cassetti : Alfredo
- Gérard Jugnot (VF : lui-même) : Gustave, chauffeur de taxi parisien
- Barkhad Abdi (VF : Diouc Koma) : Wiraj
- Erin Moriarty (VF : Lisa Caruso) : Marie
- Sarah-Jeanne Labrosse (VF : Ingrid Donnadieu) : Rose, l'amie de Marie
- Abel Jafri : Capitaine Fik
- Edwin Gillet : Jerry
- Mar Sodupe : inspecteur Fernandez
- Adonis Danieletto : le gérant du grand magasin
- Kay Greidanus : Pieter
- Romain Puértolas : Thomas Grégoire

## Production
Le film était initialement annoncé pour être réalisé par Marjane Satrapi. Elle est finalement remplacée par le réalisateur québécois Ken Scott. Uma Thurman devait jouer le rôle de la Française que rencontre le fakir à Rome, rôle que récupère finalement Bérénice Béjo. Dans le roman original, l'actrice que rencontre Patel se nomme Sophie Morceaux.

## Box-office
Le film fait partie des flops les plus importants du cinéma français en 2018 : bénéficiant de 359 copies, il n'attire que 146 000 spectateurs en France.